# Pandion (syn Kekropsa)
Pandion (gr. Πανδίων „wszech-boski”) – w mitologii greckiej syn Kekropsa i Metiaduzy, król Aten. Został wygnany przez synów Metiona do Megary, gdzie poślubił córkę króla Pylasa, Pylię i przejął rządy. Synowie Pandiona i Pylii: Egeusz, Pallas, Nissos i Likos odzyskali tron Aten i podzielili się władzą.